# Andon Dončevski
Andon Dončevski, cirill betűkkel: Андон Дончевски (Kavadarci, 1935. november 19. –) jugoszláv-macedón labdarúgó, csatár, edző. A macedón válogatott szövetségi kapitánya (1993–1995).

## Pályafutása

### Klubcsapatban
1957 és 1965 között az FK Vardar labdarúgója volt. 1961-ben jugoszlávkupa-győztes lett a csapattal.

### A válogatottban
1961-ben egy alkalommal szerepelt a jugoszláv B-válogatottban. 

### Edzőként
1981–82-ben a ciprusi Anórthoszi Ammohósztu, 1985 és 1988 között a FK Vardar, 1991–92-ben a tunéziai Espérance vezetőedzője volt. 1993 és 1995 között a macedón válogatott első szövetségi kapitánya volt. 1995–96-ban a GFK Tikves, 1998-ban az ausztrál Preston Lions szakmai munkáját irányította.

## Sikerei, díjai
FK Vardar
- Jugoszláv kupa
  - győztes: 1961